# Vathiakó
Vathiakó, en grec moderne : Βαθιακό ou Βαθειακό, est un village du dème d'Amári, dans le district régional de Réthymnon de la Crète, en Grèce. Selon le recensement de 2011, la population de Vathiakó compte 8 habitants.
Le village est situé à une distance de 56,5 km de Réthymnon, dans une petite vallée, à une altitude de 460 mètres.

## Recensements de la population
| Recensements | 1900 | 1920 | 1928 | 1940 | 1951 | 1961 | 1971 | 1981 | 1991 | 2001 | 2011 |
| ------------ | ---- | ---- | ---- | ---- | ---- | ---- | ---- | ---- | ---- | ---- | ---- |
| Population   | 33   | 47   | 29   | 51   | 53   | 48   | 28   | 13   |      | 10   | 8    |

## Source de la traduction
- (el) Cet article est partiellement ou en totalité issu de l’article de Wikipédia en grec moderne intitulé « Βαθιακό Ρεθύμνης » (voir la liste des auteurs).